# ブダペスト - ハトヴァン線
ブダペスト - ハトヴァン線（ハンガリー語: Budapest–Hatvan-vasútvonal）は、ハンガリー国鉄の鉄道線の名称である。路線番号は80a。ブダペストとミシュコルツ、ニーレジハーザ、コシツェを結ぶ80号線のブダペスト近郊区間に相当する。

## 運行形態[1]

### 特急(IC)
ブダペスト東駅 - ミシュコルツ方面に、1時間に1本の運行。詳細は80号線の項目を参照。
2022年度以前は、ほとんどの列車がハトヴァンを通過していた。

### 特別快速(Ex)
- エズュシュトパルト号：　ケストヘイ - ブダペスト - ミシュコルツ　【夏季運行】
夏季のみ、一日1往復運行する。線内の停車駅はゲデッレー、アソード、ハトヴァン。ブダペスト市内はケレンフェルド駅に停車し、ケーバーニャ上駅の短絡線を経由して30号線に直通する。
2019年に限り、82号線経由となり、ハトヴァン以西は経由していなかった。

- シャヨー号：　カジンツバルチカ → ブダペスト　【日曜運行】
日曜限定で、一日1本の運行。ゲデッレーに停車し、ハトヴァンを通過する。
2023年度に運行を開始した。当初は特急（ジェルシュ）の種別であったが、2023年4月2日より特別快速(Ex)に種別変更され、シャヨーの愛称名がつけられた[2]。

### 区間特急(S)
- ティサトー号：　ブダペスト - フュゼシャボニ - ティサフュレド　【夏季、および春季・秋季休日運行】
夏季を中心に、一日1往復の運行。ハトヴァンに停車し、西行に限りゲデッレーに停車する。
2021年に運行を開始した。当初はエクスプレス(Ex)の種別で、全車指定席であった他、ゲデッレー停車、ハトヴァン通過であった。2023年度よりハトヴァン停車となり、2023年5月より区間特急(S)に種別変更され、座席指定無しで乗車できる様になった[3]。2024年度より、東行がゲデッレー通過となった。

- 過去の運行系統
  - ブダペスト東駅 - ハトヴァン - ショモシュケーウーイファル
2018年以前、週1往復運行していて、東行がブダペスト - ハトヴァン間ノンストップで、西行が快速(IR)停車駅＋ラーコシュに停車していた。
  - ブダペスト東駅 - ハトヴァン - シャートラヤウーイヘイ
2020年夏以前に運行していた。詳細は快速(IR)の項目を参照。

### 中距離快速(IR)
- マートラ号（IR85系統）：　ブダペスト東駅 - ハトヴァン - ジェンジェシュ
1時間に1本の運行。ハトヴァン以東については80号線の項目を参照。
2023年度より運行を開始した。

- アグリア号（IR87系統）：　ブダペスト東駅 - ハトヴァン - エゲル
1時間に1本の運行。ハトヴァン以東については80号線の項目を参照。
過去の運行形態
2020年夏以前は、特急(O)が2時間に1本、区間特急(S)が4時間に1本の運行であった。いずれも、マーリアベシュニェー、バグ、トゥラを通過していた。特急の一部がラーコシュに停車していた。
2020年秋より中距離快速(IR)に置き換えられ、1時間に1本の運行となった。この時に、一部がペーツェルとイシャセグ停車となった。
2021年度より、マーリアベシュニェー、バグ、トゥラが停車駅に追加された。
2022年4月より、ラーコシュ、ペーツェル、イシャセグは全て通過となった。

- ミシュコルツ → ブダペスト東駅
一日あたり、片道1本の運行。停車駅が特殊で、ハトヴァンからイシャセグまでノンストップで、イシャセグ、ペーツェル、ラーコシュチャバ、ラーコシュリゲト、アカデーミアウーイテレプにも停車する。
2023年度より運行を開始した。

### 普通(Sz)
- ブダペスト - ミシュコルツ/エゲル
一日1往復の運行。早朝にブダペスト行が1本、深夜にミシュコルツ行が1本運行する。ブダペスト東駅 - ゲデッレー間ノンストップ。
過去の運行形態
2019年以前は、早朝のミシュコルツ発ブダペスト行の列車がハトヴァン以西アソード、ゲデッレー、イシャセグ、ペーツェル、ラーコシュ、ケーバーニャのみに停車していた。深夜のミシュコルツ行は、ペーツェル、イシャセグに停車し、マーリアベシュニェー、バグ通過であった。
2019年末に、エゲル発ブダペスト行の列車が、ブダペスト近郊列車(S87)として運行を開始した。当時は各駅停車であった。
2021年度より、ミシュコルツ発の列車がトゥラ、バグ、マーリアベシュニェー停車となった他、ゲデッレー - ブダペスト東駅間ノンストップとなった。エゲル発の列車は中距離列車(Sz)に格上げされ、ゲデッレー - ブダペスト東駅間ノンストップとなった。
2022年度より、エゲル発の列車が中距離快速(IR)に置き換えられた。
2023年度より、東行がペーツェル、イシャセグ通過となった一方で、マーリアベシュニェー、バグ停車となった。

- ブダペスト - ミシュコルツ/ジェンジェシュ
一日1.5往復の運行。早朝にミシュコルツ行が1本、深夜にブダペスト行が2本運行する。深夜便のうち1本は各駅に停車する。
2022年度以前は普通(S80)として運行していた。深夜の西行は2本とも各駅停車であった。

### 快速(G80)
- イシャセグ → ブダペスト東駅　【平日運行】
平日の朝限定での運行。
2023年度より運行を開始した。

- 過去の運行系統
  - ブダペスト→ハトヴァン
2019年夏以前、平日の夜間限定で一日2本運転していた。途中、ペーツェル、イシャセグ、ゲデッレー、アソード、トゥラにのみ停車していた。
2019年秋以降1本が快速(IR)に置き換えられた。
2022年春以降、マーリアベシュニェーとバグが停車駅に追加された。
2023年度より休止。

### 普通
- S77系統：　ヴァーツ - アソード - ハトヴァン
一日1往復の運行。各駅に停車する。アソード以西は78号線に直通する。
2022年夏より運行を開始した。

- S780系統：　バラッシャジャルマト - アソード - ハトヴァン　【平日運行】
平日に限り、一日2往復の運行。各駅に停車する。アソード以西は78号線に直通する。
S780の系統番号は、2022年度より付与された。

- S80系統：　フュゼシャボニ → ブダペスト
早朝に、一日1本の運行。ガルガヘーヴィーズ、ヘーヴィーズジェルクを通過する他、ゲデッレー - ブダペスト間ノンストップ。
2021年度以前は各駅に停車していた。2022年度より快速運転となったが、当初はラーコシュとケーバーニャ停車で、2023年度より両駅通過となった。

- S80系統：　ブダペスト - ゲデッレー ( - ハトヴァン)
30分間隔の運行。ゲデッレー - ハトヴァン間は朝・夜中心の運行。約半数が、アーッラミ・テレペクを通過する。
2020年以前は、ゲデッレー - ハトヴァン間にも1時間に1本運行していた。また、ゲデッレー以西は休日の本数が少なく、1時間に1本の運行であった。2022年度以前は、マーリアベシュニェーとバグにも全列車が停車していた。

### 過去の運行種別
- 特別快速(Z80)
  - 平日の午後限定で運行していた。ブダペスト→ハトヴァン間に、片道のみ1時間に1本運行していた。ブダペスト東駅 - ゲデッレー間ノンストップで、ゲデッレー以東は各駅に停車していた。
  - 2020年末に運行を開始し、2022年度まで運行していた。2023年度より、IR85系統（マートラ号）に置き換えられる形で休止。

## 駅一覧
以下では、ブダペスト - ハトヴァン線の駅と営業キロ、停車列車、接続路線などを一覧表で示す。
- 種別
  - IC：特急
  - Ex：特別快速
  - IR：快速（中距離列車）
  - Sz：普通（中距離列車）
  - G：快速
  - S：普通（ブダペスト近郊）

- 停車駅
  - ■印：全列車停車
  - ●印：大部分停車、一部通過
  - ○印：大部分通過、一部停車
  - ｜印：全列車通過

| 路線名 | 駅名                               | 駅間営業キロ | 累計営業キロ | IC | Ex | IR | Sz | G  | S | 接続路線 | 所在地       | 所在地       |
| ------ | ---------------------------------- | ------------ | ------------ | -- | -- | -- | -- | -- | - | --- | ------------ | ------------ |
| 80     | ブダペスト東駅                     |              | 0.0          | ■  | ■  | ■  | ■  | ■  | ■ | 1号線（ミュンヘン方面）、40号線（ペーチ方面） ブダペスト地下鉄2号線（南駅方面、エルシュヴェゼール広場方面） ブダペスト地下鉄4号線（ケレンフェルド方面） | ブダペスト市 | ブダペスト市 |
| 80     | ケーバーニャ上駅                   | 4.6          | 4.6          | ｜ | ｜ | ｜ | ●  | ｜ | ● | 70号線（ソブ方面, *1） | ブダペスト市 | ブダペスト市 |
| 80     | ラーコシュ駅                       | 3.1          | 7.7          | ｜ | ｜ | ｜ | ●  | ｜ | ● | 2号線（ピリシュチャバ方面）、120号線（ベーケーシュチャバ方面）                                                                                          | ブダペスト市 | ブダペスト市 |
| 80     | アカデーミアウーイテレプ駅(*1)     | 3.7          | 11.4         | ｜ | ｜ | ○  | ●  | ■  | ● | | ブダペスト市 | ブダペスト市 |
| 80     | ラーコシュリゲト駅                 | 2.7          | 14.1         | ｜ | ｜ | ○  | ●  | ■  | ● | | ブダペスト市 | ブダペスト市 |
| 80     | ラーコシュチャバ・ウーイテレプ駅   | 1.2          | 15.3         | ｜ | ｜ | ｜ | ●  | ｜ | ● | | ブダペスト市 | ブダペスト市 |
| 80     | ラーコシュチャバ駅                 | 1.0          | 16.3         | ｜ | ｜ | ○  | ●  | ■  | ● | | ブダペスト市 | ブダペスト市 |
| 80     | ペーツェル駅                       | 4.3          | 20.6         | ｜ | ｜ | ○  | ●  | ■  | ● | | ペシュト県   | ゲデッレー郡 |
| 80     | イシャセグ駅                       | 8.5          | 29.1         | ｜ | ｜ | ○  | ●  | ■  | ● | | ペシュト県   | ゲデッレー郡 |
| 80     | ゲデッレー・アーッラミ・テレペク駅 | 3.2          | 32.3         | ｜ | ｜ | ｜ | ○  |    | ● | | ペシュト県   | ゲデッレー郡 |
| 80     | ゲデッレー駅                       | 3.4          | 35.7         | ｜ | ■  | ●  | ■  |    | ■ | | ペシュト県   | ゲデッレー郡 |
| 80     | マーリアベシュニェー駅             | 3.2          | 38.9         | ｜ | ｜ | ●  | ■  |    | ● | | ペシュト県   | ゲデッレー郡 |
| 80     | バグ駅                             | 9.4          | 48.3         | ｜ | ｜ | ●  | ■  |    | ● | | ペシュト県   | アソード郡   |
| 80     | アソード駅                         | 2.0          | 50.3         | ｜ | ｜ | ●  | ■  |    | ■ | 78号線（バラッシャジャルマト方面） | ペシュト県   | アソード郡   |
| 80     | ヘーヴィーズジェルク駅             | 2.8          | 53.1         | ｜ | ｜ | ｜ | ○  |    | ● | | ペシュト県   | アソード郡   |
| 80     | ガルガヘーヴィーズ駅               | 2.5          | 55.6         | ｜ | ｜ | ｜ | ○  |    | ● | | ペシュト県   | アソード郡   |
| 80     | トゥラ駅                           | 3.0          | 58.6         | ｜ | ｜ | ●  | ■  |    | ■ | | ペシュト県   | アソード郡   |
| 80     | ハトヴァン駅                       | 7.6          | 66.2         | ■  | ｜ | ■  | ■  |    | ■ | ミシュコルツ方面 81号線（ショモシュケーウーイファル方面）、82号線（ソルノク方面）                                                                       | ヘヴェシュ県 | ハトヴァン郡 |

(*1): 70号線の列車は、全列車ケーバーニャ上駅を通過。定期列車では直接乗換えることができない。
(*2): 2021年12月開業。